# 宮脇花織
宮脇 花織（みやわき かおり）は、TBSラジオ「TBS954情報キャスター」所属の元キャスター。東京都出身。2007年8月をもって引退。

## 出演番組
- ストリーム （ダイヤル119番消防庁情報キャスター）
- 森本毅郎・スタンバイ! （「現場にアタック!」のコーナー担当）
- 毒蝮三太夫のミュージックプレゼント （アシスタント）
- TBSラジオ交通情報（警視庁担当）
- 土曜ワイドラジオTOKYO 永六輔その新世界（「道の駅」のコーナー等担当）
- TBSラジオ交通情報（警視庁担当）